# David I. of Strathbogie, Earl of Atholl
David I. of Strathbogie († 6. August 1270 in Karthago) war ein schottischer Adliger und Kreuzfahrer im 13. Jahrhundert. Er war der Sohn von John of Strathbogie und der Gräfin Ada von Atholl, von der er 1264 die schottische Grafschaft Atholl erbte.
Um das Jahr 1266 heiratete er die englische Adlige Isabel de Dover († 1292), die nach dem Tod ihres Bruders die Baronie von Chilham (Kent) erbte. Ihr gemeinsamer Sohn war John of Strathbogie, 9. Earl of Atholl († 1306), der im schottischen Unabhängigkeitskrieg von den Engländern exekutiert wurde.
David nahm 1270 am Kreuzzug des französischen Königs Ludwig IX. dem Heiligen nach Afrika (Siebter Kreuzzug) teil. Er ist damit einer der wenigen schottischen Kreuzfahrer überhaupt, die namentlich bekannt sind. Dabei schloss er sich nicht dem Kontingent englischer Ritter unter der Führung des Prinzen Eduard an, das ebenfalls an diesem Kreuzzug teilnehmen wollte, sondern zog direkt nach Frankreich, um sich dem Heer König Ludwigs anzuschließen. Wie auch viele andere Kreuzritter starb er im Feldlager von Karthago an einer um sich greifenden Seuche. Sein Leichnam wurde nach Schottland überführt.

## Weblink
- Earls of Atholl (Strathbogie) bei Foundation for Medieval Genealogy (englisch)

| Vorgängerin | Amt                      | Nachfolger          |
| ----------- | ------------------------ | ------------------- |
| Ada         | Earl of Atholl 1264–1270 | John of Strathbogie |

| Personendaten    | Personendaten                            |
| ---------------- | ---------------------------------------- |
| NAME             | Strathbogie, David I. of, Earl of Atholl |
| KURZBESCHREIBUNG | Earl of Atholl                           |
| GEBURTSDATUM     | 13. Jahrhundert                          |
| STERBEDATUM      | 6. August 1270                           |
| STERBEORT        | Karthago                                 |